# 王貫三
王 貫三（おう かんさん、Wang Guansan、? - 1856年）は、清末の捻軍の乱の指導者の一人。王冠三とも書く。
河南省夏邑出身。武秀才であったが、1853年に太平天国の北伐に呼応して、弟の王藩とともに蜂起した。数千人の群衆を集め。帰徳を拠点に清軍と戦闘を繰り広げた。1855年、雉河集の会盟に参加して、黒旗旗主・先鋒となった。1856年、河南省と安徽省の境界の三河尖（亳州との説もある）で清軍と戦闘中に戦死。